# Atabeg
Atabeg – tytuł seldżucki nadawany wychowawcy synów sułtana lub namiestnikowi prowincji. Atabeg podlegał sułtanowi, ale stał w hierarchii wyżej niż chan. Słowo atabeg można przetłumaczyć jako "ojciec księcia". Tytuł ten był powszechny wśród Seldżuków od XI do XIII wieku. Z czasem miano atabega oznaczało tytuł dygnitarza. W Egipcie mameluków natomiast atabeg był wysokim rangą oficerem. Po upadku Seldżukidów i sułtanatu mameluków tytuł ten był używany sporadycznie.